# Nguyễn Chánh Sắt

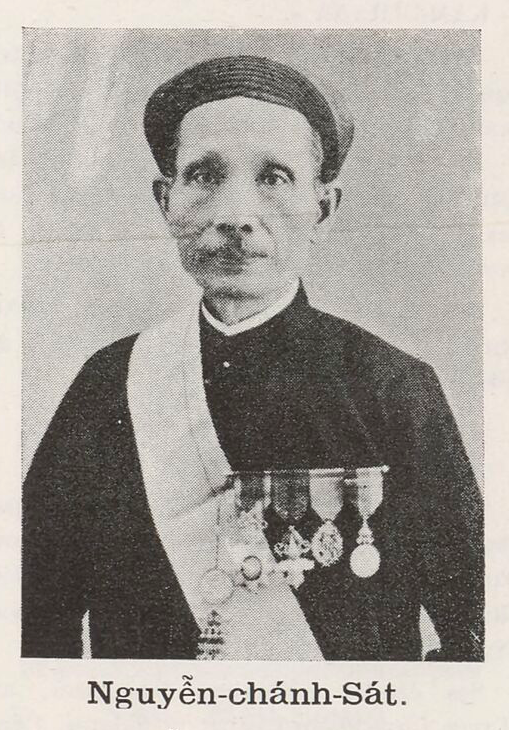
ông Nguyễn Chánh Sát

Nguyễn Chánh Sắt (Chữ Hán: 阮正色; 1869–1947) tự Bá Nghiêm, hiệu Tân Châu (新州), bút hiệu: Du Nhiên Tử và  Vĩnh An Hà. Ông là nhà văn kỳ cựu, một tiểu thuyết gia tiên phong, một dịch giả sung sức trong giai đoạn chữ Quốc ngữ mới phát triển tại Việt Nam.

## Tiểu sử
Nguyễn Chánh Sắt sinh ở làng Long Phú, huyện Tân Châu, tỉnh Châu Đốc, nay thuộc thị xã Tân Châu, tỉnh An Giang.
Cha ông là Nguyễn Văn Tài, một nông dân nghèo. Thuở nhỏ, Nguyễn Chánh Sắt đến làm con nuôi ông Nguyễn Văn Bửu và bà Trần Thị Nghiêm, một gia đình khá giả trong xóm nhưng không có con để nối nghiệp.
Đến tuổi đi học, ông theo học chữ Hán với thầy Trần Hữu Thường, rồi trường tiểu học Pháp-Việt Châu Đốc. Đỗ xong bằng tiểu học thì cha nuôi cưới vợ cho ông. Vợ ông tên là Văng Thị Yên (1872-1944), người cùng làng, và bà với ông có cả thảy 2 trai, 7 gái.
Khi cha mẹ nuôi đều mất, để kiếm sống, vợ ông phải làm nghề mua bán nhỏ ở chợ Tân Châu, còn ông thì ở nhà trông nom gia đình và tự học thêm 
chữ Hán, chữ Pháp.
Trong thời gian này, Nguyễn Chánh Sắt quen được viên thiếu tá người Pháp tên là De Colbert, có sở Kén (nuôi tằm lấy tơ) tại Tân Châu. Vì làm ăn thất bại, De Colbert được nhà cầm quyền Pháp cử làm giám đốc nhà lao Côn Lôn (Côn Đảo), và ông Sắt được mời đi theo làm thông ngôn. Ở đảo, ông có dịp gần gũi các sĩ phu yêu nước bị lưu đày và học thêm chữ Hán.
Bốn năm sau, De Colbert bị bệnh kiết lỵ phải đưa về Sài Gòn chữa trị, nhưng không khỏi nên qua đời. Mất chỗ dựa, Nguyễn Chánh Sắt xin nghỉ việc ở Côn Lôn, về Sài Gòn lần lượt làm ở các sở Canh nông, Công chánh, Địa chánh, rồi chuyển sang dạy chữ Hán tại Trường trung học Taberd.
Đi dạy, ông Sắt quen được ông Canavaggio rồi nhận lời xuống Bạc Liêu, trông coi việc khai thác ruộng muối cho ông này.
Năm 1890 Nguyễn Chánh Sắt trở lên Sài Gòn, cộng tác với tờ Nông cổ mín đàm và bắt đầu dịch nhiều truyện Tàu (truyện dịch đầu tiên là truyện Tây Hớn, gồm 3 quyển, do nhà xuất bản J. Viết ấn hành).
Năm 1906 ông làm chủ bút báo Lục tỉnh tân văn và cộng tác với Trần Chánh Chiếu lập Nam Kỳ kỹ nghệ công ty, để vừa cạnh tranh với tư bản nước ngoài, khuếch trương công nghệ trong nước, vừa bí mật ủng hộ phong trào Đông du của chí sĩ Phan Bội Châu.
Năm 1908 hội Minh Tân đổ vỡ, Trần Chánh Chiếu bị bắt, riêng ông may mắn thoát được.
Năm 1912 Nguyễn Chánh Sắt lại xuống Bạc Liêu làm ruộng. Bị thất mùa nhiều vụ, năm 1916, ông trở lại Sài Gòn, tiếp tục làm chủ bút tờ Nông cổ mín đàm và cùng với ông Nguyễn Văn Của lập Nam Kỳ nhựt báo ái hữu hội. Trong thời gian này, ông sáng tác tiểu thuyết Nghĩa hiệp kỳ duyên (1920), mang nhiều tình tiết éo le, gay cấn nên rất lôi cuốn đông đảo độc giả; và người ta đã lấy tên một nhân vật nổi tiếng trong tiểu thuyết này để đặt cho ông biệt danh "Monsieur Chăng Cà Mum".
Năm 1920, nhân chuyến về thăm quê nhà, ông được nhân dân địa phương cử giữ chức hương quản xã Long Phú (thuộc Tân Châu). Năm 1921 ông được cử Phụ thẩm Tòa án Sài Gòn.

Năm 1922 Canavaggio mất, ông Sắt kiêm luôn chức chủ nhiệm báo Nông cổ mín đàm.

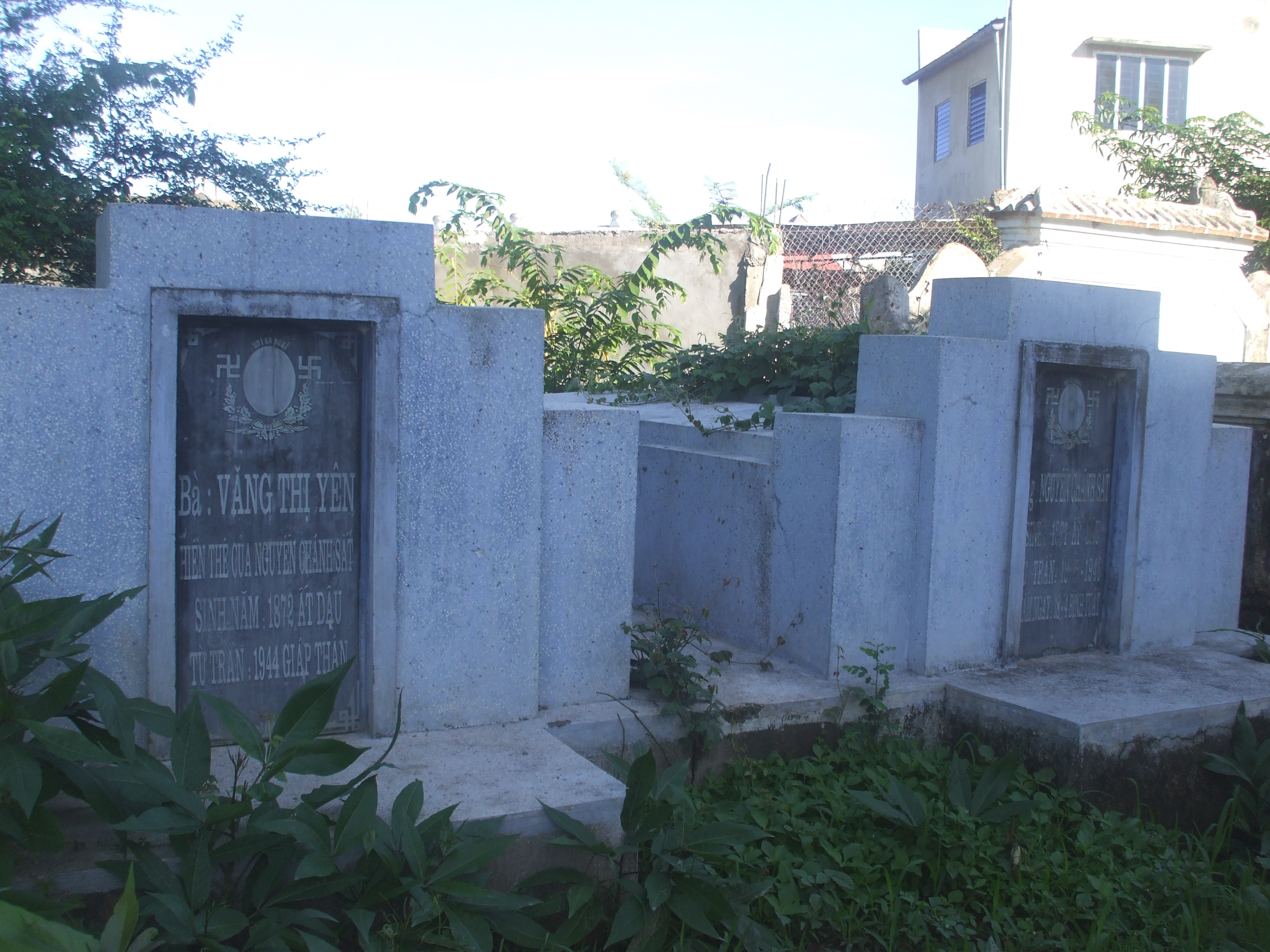
Phần mộ Nguyễn Chánh Sắt và vợ tại Tân Châu.

Tuổi già, ông Sắt về ẩn dật tại quê nhà Tân Châu. Ông mất ngày 6 tháng 6 năm 1947, hưởng thọ 78 tuổi. Hiện mộ phần ông và vợ tại Long Phú, thị xã Tân Châu, tỉnh An Giang.  Theo bia mộ, nếu xem kỹ sẽ thấy ngày ông mất là 18 tháng 4 Bính Tuất âm lịch, hay 18 thăng 5 năm 1946 dương lịch.

## Tác phẩm
Các truyện do Nguyễn Chánh Sắt sáng tác, có:
- Nghĩa hiệp kỳ duyên (tức Chăng Cà Mun, tiểu thuyết xã hội, 1920)
- Gái trả thù cha (tiểu thuyết trinh thám, 4 tập, Sài Gòn, 1920-1925)
- Tình đời ấm lạnh (tiểu thuyết lý tưởng, Chợ Lớn, 1922)
- Tài mạng tương đố (tiểu thuyết tâm lý, 2 tập, Sài Gòn, 1925)
- Lòng người nham hiểm (tiểu thuyết xã hội, Sài Gòn, 1926)
- Gương bể lại lành (tiểu thuyết gia đình, 1927)
- Man hoang kiếm hiệp (tiểu thuyết kiếm hiệp, nhà in Lưu Đức Phương, Sài Gòn, ?)
- Giang hồ nữ hiệp (tiểu thuyết kiếm hiệp, 10 tập, nhà in Lưu Đức Phương, 1928)
- Việt Nam Lê Thái Tổ (tiểu thuyết lịch sử, 4 tập,nhà in Lưu Đức Phương, 1929)
- Một đôi hiệp khách (tiểu thuyết kiếm hiệp, 1929)
- Trinh hiệp lưỡng nữ (tiểu thuyết kiếm hiệp, ?)...

Truyện dịch của ông, có các bộ truyện Tàu (Trung Quốc): Tây Hớn (Hán), Đông Hớn, Chung Vô Diệm, Đông Châu liệt quốc, Tam Quốc chí, Ngũ hổ bình Tây, Nhạc Phi, Thập nhi quả phụ chinh Tây, Càn Long du Giang Nam, Anh hùng náo tam môn giai, Tái sanh duyên, Long Đề Công Án (cùng dịch với Nguyễn Ngọc Thơ), Hiệp Nghĩa Phong Nguyệt, Phi Kiếm Kỳ Hiệp,...
Ngoài ra, ông còn dịch Tam tự kinh, Huấn tử cách ngôn, viết một số truyện ngắn đăng trên báo Le Moniteur de province và phiên âm một số sách chữ Nôm...
Ngày nay, một số tiểu thuyết của ông vẫn còn được tái bản.

## Nhận xét
Phần lớn truyện của Nguyễn Chánh Sắt đều không dài. Vốn là người có vốn Hán học sâu rộng, lại quen dịch truyện Tàu nên sáng tác của ông, chịu ảnh hưởng khá rõ thể loại này, như kết cấu theo hình thức chương hồi, câu văn còn nặng tính biền ngẫu, tính đạo lý (đề tài nghĩa hiệp, trung hiếu) đóng vai trò chủ đạo. Dù vậy, Nguyễn Chánh Sắt vẫn là một nhà văn Nam Bộ nổi bật, có công thúc đẩy thể loại tiểu thuyết ở thời kì phôi thai tiến lên một bước.

## Sách tham khảo
- Nguyễn Kiểm và Huỳnh Minh, Tân Châu xưa. Nhà xuất bản Thanh Niên, 2003.
- Nguyễn Huệ Chi, mục từ Nguyễn Chánh Sắt trong Từ điển văn học (bộ mới), Nhà xuất bản Thế giới, 2004.
- Nguyễn Q. Thắng-Nguyễn Bá Thế, Từ điển nhân vật lịch sử Việt Nam. Nhà xuất bản Khoa học Xã hội, 1992.
- Nhiều người soạn, Địa chí An Giang (Tập 2), phần Văn học Quốc ngữ. UBND tỉnh An Giang tổ chức biên soạn và ấn hành năm 2007.